# Anglosaska kronika
Anglosaska kronika (engleski: Anglo-Saxon Chronicle) je zbirka anala na staroengleskom jeziku. Ova kronika bilježi povijest Anglosasa. Izvorno su nastali u 9. stoljeću, najvjerojatnije u Wessexu za vrijeme vlasti Alfreda Velikog. Napravilo se višestruke prijepise manuskripta i svaku se ažuriralo neovisno o ostalima. U jednome je slučaju kronika bila još redovno ažurirana 1154. godine.
Do danas se uspjelo sačuvati devet manuskripta, u cjelini ili dijelom. Svi pak nisu jednake povijesne vrijednosti, a nijedan od njih nije izvorna inačica. Smatra se da je najstarija započeta u vremenu pretkraj Alfredove vlasti, dok je najmlađa postanka napisana u Peterboroughskoj opatiji nakon požara u tom samostanu 1116. godine. Većina materijala u kronici je u obliku anala, po godinama. Najstariji su datirani u 60. g. pr. Kr., a povijesni materijali slijede sve do godine pisanja kronike, kad započinju redovni zapisi. Ovi manuskripti su skupno poznati pod imenom Anglosaska kronika.
Kronika nije nepristrana. Zabilježeno je usporedbom s inim srednjovjekovnim izvorima pokazala da je osoba koja je pisala kroniku ispuštala događaje ili jednostrano prepričavala zbivanja. Također postoje i mjesta gdje različite inačice proturječe jedna drugoj. Umanjivala je značaj Kraljevstva Mercije, najjačeg kraljevstva na Britaniji od sredine 7. do početka 9. stoljeća, ne navodeći njihove vladare kao bretenanwealde. Ipak, kad ju se gleda u cjelini, najvažnijim je povijesnim izvorom u Engleskoj u razdoblju između odlaska Rimljana i desetljeća nakon normanskih osvajanja. Većinu podataka koje se može naći u Kronici nije moguće naći nigdje drugdje. Osim toga, manuskripti su važnim izvorima za povijest engleskog jezika. Posebice je kasnija Peterboroughska kronika jednim od najstarijih primjeraka srednjoengleskog jezika. 

## Vanjske poveznice
- The Anglo-Saxon Chronicle  Arhivirana inačica izvorne stranice od 14. listopada 2004. (Wayback Machine) na Projektu Gutenberg - primjerak koji je javno dobro.
- Anglo-Saxon Chronicle  Arhivirana inačica izvorne stranice od 1. siječnja 2011. (Wayback Machine) Prijepisi izvornih tekstova
- Prijepis izvornog teksta
- Kronika iz The Cambridge History of English and American Literature, sv. I, 1907. – 21.
- The Anglo-Saxon Chronicle